# Huis te Millingen
Het Huis te Millingen was een kasteel in het Nederlandse dorp Millingen, provincie Gelderland. Het stond in de uiterwaarden van de Waal.

## Geschiedenis
In de 13e eeuw werd de familie Van Bylandt met de heerlijkheid Millingen beleend door de graven van Kleef. De oudste vermelding betreft Theodoricus Doys, wiens kleinzoon Diederik zich vanaf 1294 Van Bylandt ging noemen. Het zal waarschijnlijk dan ook een van de leden van Van Bylandt zijn geweest die het kasteel Millingen heeft gesticht.
De eerste vermelding van het kasteel dateert pas uit 1355, toen Willem van den Bergh het slot in achterleen uitgaf aan Bartout Herberensz. van Oy. Willem was in 1348 getrouwd met Sophia, een dochter van Johan van Bylandt, en was op deze manier in bezit gekomen van de heerlijkheid en het kasteel Millingen. Overigens viel het kasteel niet onder de heerlijkheid Millingen, maar was het leenroerig aan de heerlijkheid Ooij. Willem kon daarom het kasteel in 1365 aan zijn dochter Elisabeth schenken en de heerlijkheid in 1355 in achterleen uitgeven aan Bartout.
In 1430 wisten de heren Van den Bergh de heerlijkheid weer terug te kopen van de nazaten van Elisabeth. Het kasteel echter bleef tot 1470 bewoond door leden van de familie Bartout. Toen de laatste bewoonster in dat jaar overleed, kregen de heren Van den Bergh ook het kasteel weer in handen. Zij kochten tevens de leenband met de heerlijkheid Ooij af.
De heren Van den Bergh woonden niet zelf in het Huis te Millingen. Zij lieten zich vertegenwoordigen door een ambtman, die eerst verbleef op het kasteel Byland maar in de 16e eeuw verhuisde naar Millingen.
In 1611 overleed Herman van den Bergh en hij liet kasteel en heerlijkheid na aan zijn broer Frederik. Toen Frederiks kleindochter Maria Clara in 1666 trouwde met Maximiliaan van Hohenzollern-Sigmaringen, kwamen de bezittingen terecht bij deze familie.
Van het kasteel was in de 18e eeuw overigens niet veel meer over. Na de eerste verwoesting in 1499 door een leger uit Kleef, was het kasteel in 1510 herbouwd. Maar na de verwoesting in 1672 door de Fransen bleef herbouw achterwege. Diverse overstromingen brachten nog meer schade toe en rond 1768 stonden er nog slechts muren overeind. Een kaart van 1785 laat helemaal geen gebouw meer zien.
In 1837 verkocht de vorst van Hohenzollern en tevens graaf Van den Bergh, de heerlijkheid aan F.C. Colenbrander.
In de 19e eeuw werden de huizen op de voorburcht afgebroken. Rond 1930 werd de voorburcht afgegraven en de vrijgekomen grond werd gebruikt om de gracht te dempen.

## Beschrijving
Het kasteel is buitendijks, in de uiterwaarden van de Waal, gebouwd. In de middeleeuwen heette dit de Assweerde.
Er zijn slechts afbeeldingen bewaard gebleven op 17e-eeuwse kaarten. De kaart uit 1638 van Isaac van Geelkercken toont een kasteel met meerdere vleugels waarvan een waarschijnlijk een hoektoren was.
Aalst · Aardenburg · Acquoy · Aerdt · Agistaldaburg · Ahof · Aldenhaag · Aller · Ambe · Ammersoyen · Ampsen · Andelst · Angeroyen · Appelburg · Appelse walburg · Appeltern · Arler · Baak · Babberich · Baer · Baerle · Bakerbosch · Balgoij · Barlham · Batenburg · Beek · Beerenclaauw · Bemmel · Bevervoorde · Bergh · Biljoen · Bingerden · Blankenborg (Laren) · Blankenborg · Blauwe Huis · Blokhuis (Ravenswaaij) · Boelenham · Boetselaersborg · Borculo · Boswaai · Brakel · Den Brakel · Den Bramel · Bredevoort · Broekhuizen · Bronkhorst · Bruchem · Bruinhorst · Brunsberg · Bulkestein · Bunswaard · Burcht van Tiel · Buren · De Buurse · Byland · Byvanck · Caetshage · Camphuysen · De Cannenburch · de Cloese · Coldenhove · Culemborg · Dedinckweerd · Delwijnen · Didam · Diepenbroek · Hof te Dieren · Huis Dijck · Dikke Tinne · Doddendaal · Dodewaard · Doornenburg · Doornik · Doorwerth · Dooyenburg · Dorth · Doseburg · Drakenburg · Dreumel · Druten · Duivelshuis · Eerbeek · De Ehze · Elburg · Eldrik · Emmerik · Engelenburg · Groot Engelenburg · Engelrode · Enghuizen · Enspijk · De Essenburgh · Essenpas · Est · Fokkinck · Gameren · Geerestein · Geldermalsen · De Gelderse Toren · Geldersweerd · Gellicum · Gendt · Gennepestein · Glindhorst · Goudenstein · ‘s-Grevenhoef · Groot Hell · Groenlo · Groesbeek · Huis te Groesbeek · Grunsfoort · Gulden Spijker · Hackfort · Hackforts Veenhuis · Hagen · Hagevoort · Hamerden · Hanepol · Harreveld · Harslo · Hassink · Het Haveke · Hedel · Heeckeren · De Heegh · Hees · De Heest · Hellouw · Hemmen · Hernen · Motte van Hernen · Heumen · Heusden · Hoekelum · Hoekenburg · De Hoeve · De Hof · Hof d'Ooy · Hof van Arkel · Huis het Holt · Holthuis · Het Holtslag · Ter Horst · Houberg · St. Hubertus · Huissen · Hulhuizen · Hulkestein · Hulsen · Hunneschans bij De Duno · Hunneschans bij Uddel · Jonker Bloo · 't Joppe · De Kamp · Karssenberg · Kemnade · Keppel · Kermestein · Kernhem · Kervel · Kiefskamp · De Kinkelenburg · Klein Enghuizen · Kleverburg · Kortenhoeve · Laag Helbergen · Lakenburg · Landfort · Langen · Latenstein · De Lathmer · Lathum · Ter Lede · Leegpoel · Leemcuyl · Leeuwen · Leeuwenbergh · Lensenburg · Lent · Leur · Leuvenum · Leyenburg · Lichtenvoorde · Lievenstein · Loenen · Loevestein · Loil · Loowaard · Luynhorst · Hof te Maasbommel · Magerhorst · Malburgen · Malderburcht · Malsen · Manhorst · Marhulsen · De Marsch · Marveld · Mathena · Maurik · Medel · Medestein · 't Medler · Meinerswijk · De Mellard · Mensink · Mergelp · Meteren · 't Meyerink · Middachten · Millingen · Mussenberg · Nagelhorst · Nederhagen · Nederhemert · Neerijnen · Huis Neerijnen · De Nesch · Nettelhorst · Nieuwe Blokhuis ·  Nijburg · Nijenbeek · Old Putten · Notenstein · Nye Huis · Olde Spijker · Oldenaller · Oldenhof (Driel) · Oldenhof (Heteren) · De Ooij · Oolde · Oud Oolde · Oosterhout · Ophemert · Opijnen · Oud Ampsen · Oude Blokhuis · Het Oude Loo · Oude Voorst · Oudenborch · Oud-Wisch · Huis te Overasselt · Overeng · Overhagen · Overlaar · 't Oye · Palmestein · De Parck · Persingen · Plekenpol · Ploen · Pluimenburg · Poederoijen · Poelwijck · Poelwijk · De Pol (Dreumel) · Huis de Poll (Huis te Gietelo) · De Poll (Huissen) · Pollenbering · Pollenstein · Puttenstein · Het Raasink · Ravenhorst · De Rees · Ressen · Reuversweerd · Reygersfoort · Rhijnestein · Huis Rijswijk · Rode Toren · Roode Wald · Rosande · Rosendael · Rossum · Rumpt · Ruurlo · Rijsselt · Schadewijk · Schaffelaar · Scherpenzeel · Schoonbroek · Schoonderbeek · Schoonenburg · Schuilenburg · Schuilkerke · Hof te Seelbeek · Sevenaer I · Sevenaer II · Sinderen (Oude IJsselstreek) · Sinderen (Voorst) · Slangenburg · Sleeburg · Slimsijp · De Snor · Soelen · Spaansweerd · Spaldorp · Spijk · Staverden · Sterkenburg · Swanepol · Tarthorst · Teisterbant (Kerk-Avezaath) · Teisterbant (Kerkdriel) · Ter Dicke · Tolhuis · Tolhuis (Tiel) · Tollenburg · Tongerlo · Toren van Wely · Tuil · Ubbergen · Uilenburg (Ewijk) · Uilenburg (Heteren) · Ulenpas · Ulft · Upladen · Valburg · Valkhofburcht · Valkhofpalts · Vanenburg · Varik · Hof te Varsseveld · 't Velde · Velhorst · Verwolde · Vierakker · De Voorst · Voorstonden · Vorden · Vosbergen · Vredenburg · Vredestein (Driel) · Vredestein (Ravenswaaij) · Vuren · Waardenburg · Waddestein · Wadenoijen · Waede · Wageningen · Walfort · 't Waliën · De Wardt · Watergoor · Watermeerwijk · Wayenstein (Huis te Herwijnen) · Well (Huis van Malsen) · Weijenrade · Westenburg · Westerholt · Weurt · De Wiersse · Wijenburg (Echteld) · De Wildenborch · De Wildt · Wilp · Wilperhorst · Winssen · Wisch · Wychen · Wolfswaard · Woolbeek · Yrst · IJzendoorn · Zeeland · Zilveren Spijker · Zuilichem · Zwaluwenburg · Zwanenburg (Heerde) · Zwanenburg (Megchelen)